# Expedição Challenger

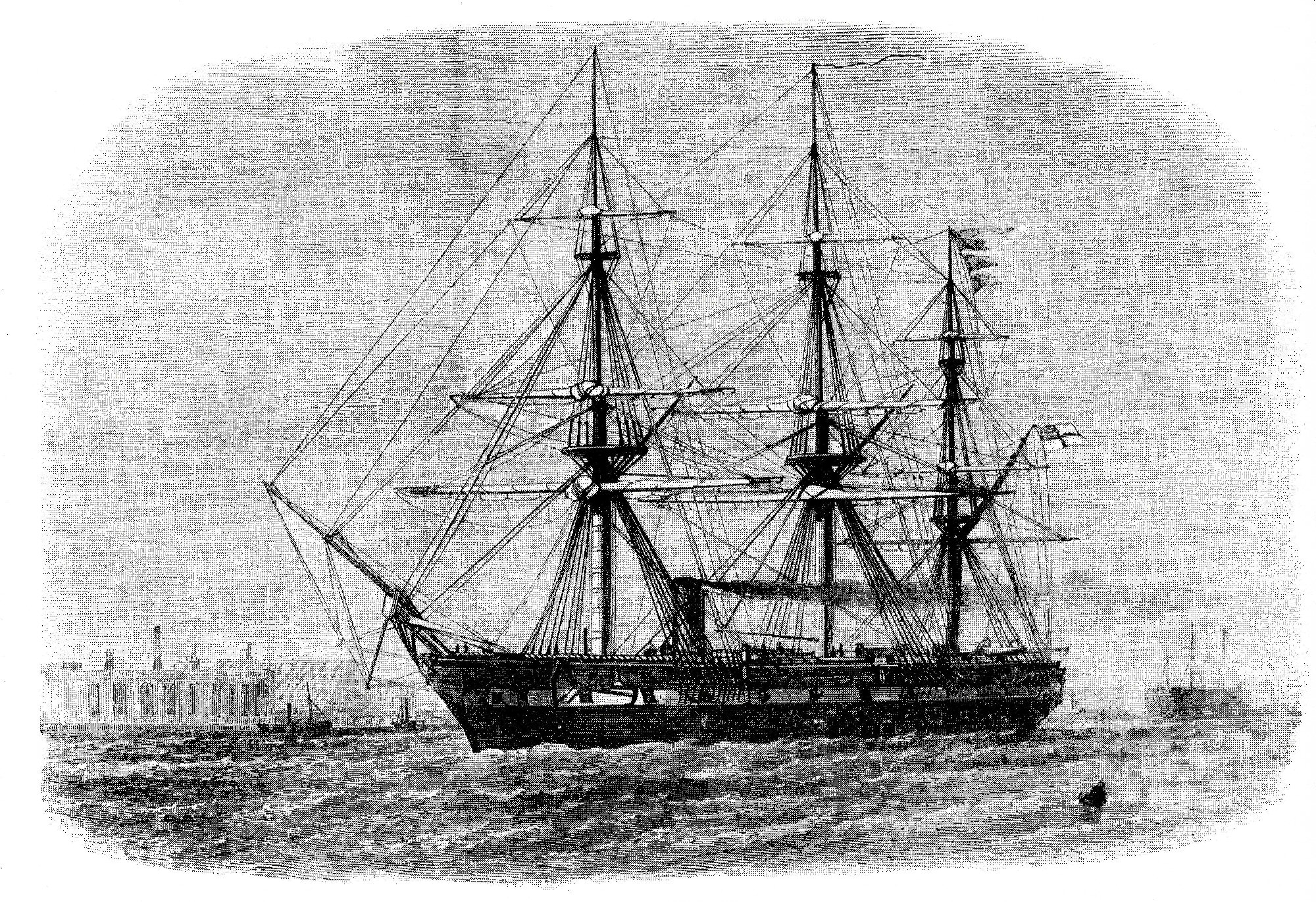
O HMS Challenger

A Expedição Challenger foi realizada no período de 1872 a 1876, foi um programa científico que estabeleceu alicerces e múltiplas descobertas para as bases da Oceanografia. A expedição foi nomeada  de acordo com a embarcação naval na qual foi realizada a expedição, a corveta HMS Challenger (1858), da Marinha Real Britânica.
A expedição, iniciada por William Benjamin Carpenter, foi colocada sob a supervisão científica de Charles Wyville Thomson da Universidade de Edimburgo e da Escola do Castelo de Merchiston - assistida por outros cinco cientistas, incluindo John Murray (oceanógrafo), um secretário-artista e fotógrafo. A Royal Society of London obteve o uso do Challenger da Marinha Real Britânica, e em 1872 modificou o navio para tarefas científicas, equipando-o com laboratórios separados para história natural e química. A expedição, liderada pelo capitão George Nares, partiu de Portsmouth, na Inglaterra, no dia 21 de dezembro de 1872. Outros oficiais navais incluíam o comandante John Maclear.
Sob a supervisão científica do Thomson, o navio viajou aproximadamente 68 890 milhas náuticas (127 584 quilômetros) realizando pesquisas e explorações pelo oceano. O resultado foi o Relatório dos Resultados Científicos da Viagem de Exploração de H.M.S. Challenger durante os anos 1873-76 que, entre muitas outras descobertas, catalogou mais de 4 000 espécies anteriormente desconhecidas. John Murray, supervisionou a publicação, descreveu o relatório como "o maior avanço no conhecimento do nosso planeta desde as célebres descobertas dos séculos XV e XVI". O Challenger navegou perto da Antártida, mas não à sua vista. No entanto, foi a primeira expedição científica a tirar fotografias de icebergs.

## Legado
Os resultados da expedição Challenger continuaram a ser publicados até 1895, dezenove anos após a conclusão da viagem, pelo Gabinete Challenger, Edimburgo, que foi criado para esse fim. O relatório continha 50 volumes e tinha mais de 29 500 páginas. Os espécimes trazidos pelo Challenger foram distribuídos aos maiores especialistas mundiais para exame, o que aumentou consideravelmente as despesas e o tempo necessário para finalizar o relatório. O relatório e as espécimes encontram-se atualmente no Museu Britânico de História Natural e o relatório foi disponibilizado e hoje está na forma online. Alguns espécimes, muitos dos quais foram os primeiros descobertos do seu género, ainda hoje são examinados por cientistas.
Um grande número de cientistas trabalhou na categorização do material trazido da expedição, incluindo o paleontólogo Gabriel Warton Lee. George Albert Boulenger, herpetologista do Museu de História Natural, nomeou uma espécie de lagarto, Saproscincus challengeri, em homenagem a Challenger.

Antes da viagem Challenger, a oceanografia tinha sido principalmente especulativa, como primeiro cruzeiro oceanográfico verdadeiro, a expedição Challenger lançou as bases para toda uma disciplina acadêmica e de pesquisas . "Challenger" foi aplicado a fenómenos tão variados como a Sociedade Challenger para a Ciência Marinha, o navio de levantamento oceanográfico e geológico marinho Glomar Challenger, e o ônibus Espacial Challenger.